# Bernhard Bonitz
Bernhard Bonitz, född 1907 i Chemnitz, död  20 mars 1971 i Hövelhof, var en tysk kapo i Auschwitz under andra världskriget. Vid Tredje Auschwitzrättegången 1967–1968 dömdes han till livstids fängelse.